# Периодично гладуване
 Тази статия е за диетата.  За религиозния обичай вижте Пост (въздържание).  
Периодично гладуване (известно и като фастинг) е термин, който обобщава различни хранителни планове, представляващи периоди на хранене и периоди на гладуване. Периодичното гладуване може да се използва в комбинация с постепенно ограничение на калорийния прием с цел отслабване.

## Вариации
Най-популярните методи за периодично гладуване могат да бъдат групирани в 3 категории: редуващо се дневно гладуване, целодневно гладуване и времево ограничено захранване.
Редуващото се дневно гладуване включва 24-часово гладуване, следвано от 24-часов период на захранване. Подобен метод е 23-часово гладуване с едно ядене на ден.
Целодневното гладуване включва различни съотношения между дни на гладуване и дни на хранене, като 5:2 диетата, при която се приемат 400 – 500 калории (за жени) или 500 – 600 калории (за мъже) през двата дни на гладуване. През дните на хранене диетата е пожелателна. 
Времево ограниченотo захранване включва определен дневен период на гладуване и по-кратък прозорец за хранене, най-често от 3 до 8 часa. Например, най-популярният метод е 16 часа на гладуване (времето от последното хранене за предния ден и първото за настоящия ден) и 8 часа на хранене (времето от първото до последното хранене за настоящия ден), през който период се приемат всички калории за деня.
Периодичното гладуване позволява консумирането на безкалорични напитки като кафе, чай и други. 

## Проучване
Рецензия от 2014 година показва, че периодичното гладуване не е било изследвано сред деца, възрастни в пенсионна възраст и хора с поднормено тегло. Поради това периодичното гладуване потенциално би могло да бъде вредно за тях. Също така хора, предприемащи гладувания от повече от 24 часа, се препоръчва да бъдат наблюдавани от медицинско лице, защото могат да се появят промени в стомашно-чревния тракт и хомеостазата. Рецензията заключава, че гладуването е малко вероятно да има ефект върху друго (стареене, хронични състояния) освен затлъстяване, освен ако не е съпроводено от умерен калориен прием и растителна диета като Средиземноморската диета.
Според друга рецензия от 2014 година, периодичното гладуване може да доведе до загуба на тегло, въпреки че дълготраен период на намален калориен прием може да доведе до леко завишена загуба на тегло в сравнение с периодичното гладуване.